# Tratado de Bajchisarái
El Tratado de Bajchisarái o Tratado de Radzin, (en ruso: Бахчисарайский мирный договор; en turco: Bahçesaray Antlaşması) lo rubricaron los representantes de Rusia, el Imperio otomano y el Kanato de Crimea en la ciudad que le da nombre el 3 de enero de 1681 y puso fin a la guerra ruso-turca de 1676-1681.
Los firmantes acordaron una tregua de veinte años y que la frontera entre el Imperio otomano y los territorios moscovitas siguiese el curso del río Dniéper. Todas las partes pactaron no crear asentamientos en el territorio delimitado por los ríos Bug meridional y Dniéper. El tratado permitió a la población nogái seguir viviendo como nómada en las estepas del sur de Ucrania, mientras que los cosacos conservaron el derecho a pescar en el Dniéper y sus afluentes, a obtener sal en el sur y a navegar por el Dniéper y el mar Negro. El sultán otomano reconoció asimismo la soberanía moscovita sobre la Ucrania del margen izquierdo y el dominio cosaco de Zaporozhia, mientras que la parte meridional de la región de Kiev, la región de Brátslav y Podolia quedaron bajo control otomano. El tratado de paz de Bajchisarái fue, en consecuencia, un acuerdo territorial. Fue de gran importancia internacional y el predecesor de la “Paz eterna” que firmaron Rusia y Polonia en 1686.

## Disposiciones del tratado
El tratado se concluyó por un período validez de veinte años y puso fin a las guerras de la década de 1670 entre los estados que se había disputado las tierras situadas en la margen derecha del Dniéper. Las principales disposiciones fueron las siguientes:
- La frontera entre Rusia y el Imperio otomano seguiría el curso del río Dniéper; Kiev, Stajki, Trypillia, Vasylkiv, Didowszczyzna y Radomyshl, ubicadas en la orilla derecha —otomana— del río, quedarían en poder de Rusia, a la que el Imperio otomano le reconocía la posesión de la Ucrania del Margen Izquierdo.
- Las tierras en la Ucrania del Margen Derecho entre el Dniéper, el Bug Meridional, Kiev y Chiguirín permanecerían deshabitadas.
- El sultán otomano se comprometió a no apoyar a los enemigos de Rusia.
- A los tártaros de Crimea y a los nogáis se les concedió el derecho a acampar y cazar en la estepa meridional de Ucrania a ambos lados del Dniéper.
- El territorio entre el Dniéster y el Bug Meridional permanecería deshabitado durante veinte años y no se podrían construir fortificaciones en él.
- Los cosacos de Zaporozhia se independizaron formalmente y recibieron el derecho a la libre navegación por el Dniéper y sus afluentes hasta el mar Negro, así como el derecho a pescar y a extraer y producir sal.
- Rusia acordó pagar tributo a los kanes de Crimea por los tres años anteriores y a hacerlo anualmente a partir de entonces.
- Los cosacos recibieron el derecho a pescar, a la sal y a nadar libremente en el Dniéper y sus afluentes del Mar Negro.

## Consecuencias
A pesar del tratado, Rusia se sumó a una coalición europea contra el Imperio otomano en 1686.